# Gräfenroda
Gräfenroda è una frazione del comune tedesco di Geratal.

## Storia
Il 1º gennaio 2019 il comune di Gräfenroda venne fuso con i comuni di Frankenhain, Geraberg, Geschwenda, Gossel e Liebenstein, formando il nuovo comune di Geratal.

## Amministrazione
La frazione di Gräfenroda è rappresentata da un sindaco di frazione (Ortsschaftsbürgermeister) e da un consiglio locale (Ortschaftsrat).